# カメラ毎日
『カメラ毎日』（カメラまいにち）は、毎日新聞社から刊行されていたカメラ・写真に関する雑誌。

## 概要
1954年に創刊。創刊時、ロバート・キャパを日本に招待した。キャパはこの招待後、ライフの依頼で仏領インドシナに取材へ行き、そこで地雷を踏み命を落とした。
1985年4月号をもって休刊。通刊379号。特に山岸章二が編集長を務めた1970年代は森山大道を積極的に紹介するなど、日本の写真史に大きな影響を残した。

## 特徴
カメラ毎日が創刊された1950年代は、「アサヒカメラ」「日本カメラ」以外にも「サンケイカメラ」など多くの雑誌が創刊され空前のカメラ雑誌ブームであった。創刊時にロバート・キャパを招待したが、他誌との違いはそれほど見られなかった。しかし1960年代はじめになるとライトパブリシティなどの広告代理店の写真部に属す若い広告写真家（横須賀功光、高梨豊、立木義浩、篠山紀信、沢渡朔など）の作品を掲載するようになった。
こうした流れの中で生まれたのが1965年4月号に掲載された立木義浩の「舌出し天使」である。全56ページ、構成 和田誠、 詩 寺山修司、解説 草森紳一という写真集のような構成であった。この他にも1966年1月号では高梨豊の「東京人」、1965年11月号では奈良原一高の「静止した時間」など日本写真史に残る、30ページ以上の大特集を組んだ。
その後は掲載される写真の傾向が大きく変化し、森山大道や中平卓馬の「アレ・ブレ・ボケ」写真、牛腸茂雄らの「コンポラ写真」などが掲載されるようになった。他に柳沢信、新倉孝雄、須田一政、鈴木清などが活動した。
こうした「アレ・ブレ・ボケ」や「コンポラ写真」はアマチュア写真家に大きな影響を与えた。1977年1月号からは自由公募ページ「アルバム」欄が始まり、鬼海弘雄などがここから登場した。

## 『NEW NUDE』シリーズ
『カメラ毎日』の別冊として発行されたヌード写真集。『NEW NUDE』(1983年)、『NEW NUDE2』(1985年)、『NEW NUDE3』(1986年)の3冊が発行された。
『NEW NUDE』『NEW NUDE2』ともに警視庁から掲載写真のわいせつ性について警告を受けていたが、『NEW NUDE3』ではついにわいせつ図画販売容疑で編集者が書類送検され、罰金20万円の支払い命令を受けた。